# Elecciones estatales de Bremen de 2019
Las elecciones estatales de Bremen se llevaron a cabo el 26 de mayo de 2019 con el propósito de elegir al Bürgerschaft de Bremen (parlamento estatal). Las elecciones se realizaron el mismo día que las elecciones al Parlamento Europeo.

## Antecedentes
Desde 2015 gobernaba en el estado federado de Bremen una coalición entre el Partido Socialdemócrata de Alemania (SPD) y Alianza 90/Los Verdes, bajo el alcalde Carsten Sieling.

### Sistema electoral
Las ciudades de Bremen y Bremerhaven forman dos áreas electorales separadas con diferentes listas electorales y una aplicación separada de la Cláusula del cinco por ciento. Desde 2011, se ha implementado un sistema electoral en Bremen, en el que cada votante puede distribuir cinco votos entre las listas o los candidatos incluidos en ellas (mediante voto acumulativo y panachage).
La ley del 27 de febrero de 2018 aumentó el número de diputados para ser electos en el distrito electoral de Bremen a 69, por lo que el número total de parlamentarios ascendió a 84. Al mismo tiempo, se cambió el método de asignación de escaños dentro de las listas, lo que dificulta la obtención de un escaño para los candidatos que se encuentran en lugares más bajos de la lista.

## Partidos participantes
Los siguientes partidos y agrupaciones políticas participaron en la elección:
- SPD
- CDU
- Verdes
- Die Linke
- FDP
- AfD
- BIW
- Die Partei (no presentó candidatos en Bremerhaven)
- Piraten
- BGE (no presentó candidatos en Bremerhaven)
- Die Rechte (solo presentó candidatos en Bremerhaven)
- Freie Wähler
- Menschliche Welt (no presentó candidatos en Bremerhaven)
- Die Humanisten (no presentó candidatos en Bremerhaven)
- V-Partei³ (no presentó candidatos en Bremerhaven)
- Willkommen in der Realität (WIR) (solo presentó candidatos en Bremerhaven)

## Encuestas

### Partidos
| Encuestador             | Fecha      | SPD    | CDU    | Verdes | Linke | FDP   | AfD   | BIW   | Otros |
| ----------------------- | ---------- | ------ | ------ | ------ | ----- | ----- | ----- | ----- | ----- |
| Forschungsgruppe Wahlen | 23.05.2019 | 24,5 % | 26 %   | 18 %   | 12 %  | 5 %   | 7 %   | 3 %   | 4,5 % |
| INSA                    | 21.05.2019 | 23 %   | 28 %   | 18 %   | 11 %  | 6 %   | 6 %   | 2 %   | 6 %   |
| Forschungsgruppe Wahlen | 16.05.2019 | 24,5 % | 26 %   | 18 %   | 12 %  | 5,5 % | 8 %   | 3 %   | 3 %   |
| Infratest dimap         | 16.05.2019 | 24 %   | 27 %   | 18 %   | 12 %  | 5 %   | 6 %   | 3 %   | 5 %   |
| Infratest dimap         | 07.05.2019 | 25 %   | 26 %   | 18 %   | 12 %  | 6 %   | 8 %   | –     | 5 %   |
| INSA                    | 02.04.2019 | 25 %   | 25 %   | 19 %   | 11 %  | 7 %   | 7 %   | 2 %   | 4 %   |
| Infratest dimap         | 07.02.2019 | 24 %   | 25 %   | 18 %   | 13 %  | 6 %   | 8 %   | –     | 6 %   |
| FGW Telefonfeld         | 10.09.2018 | 26 %   | 26 %   | 20 %   | 12 %  | 7 %   | 6 %   | –     | 3 %   |
| pollytix                | 03.08.2018 | 28 %   | 24 %   | 14 %   | 14 %  | 10 %  | 8 %   | –     | 2 %   |
| INSA                    | 28.05.2018 | 22 %   | 24 %   | 14 %   | 17 %  | 9 %   | 10 %  | –     | 4 %   |
| Infratest dimap         | 01.05.2018 | 26 %   | 24 %   | 14 %   | 15 %  | 7 %   | 9 %   | –     | 5 %   |
| Infratest dimap         | 19.01.2017 | 29 %   | 24 %   | 13 %   | 11 %  | 8 %   | 11 %  | –     | 4 %   |
| Infratest dimap         | 10.05.2016 | 29 %   | 22 %   | 16 %   | 10 %  | 7 %   | 11 %  | –     | 5 %   |
| Elecciones anteriores   | 15.05.2015 | 32,8 % | 22,4 % | 15,1 % | 9,5 % | 6,6 % | 5,5 % | 3,2 % | 4,9 % |

### Preferencia de alcalde
| Encuestador             | Fecha      | Carsten Sieling (SPD) | Carsten Meyer-Heder (CDU) | Ninguno | Desconocimiento |
| ----------------------- | ---------- | --------------------- | ------------------------- | ------- | --------------- |
| Forschungsgruppe Wahlen | 26.05.2019 | 45 %                  | 34 %                      | -       | -               |
| Infratest dimap         | 26.05.2019 | 42 %                  | 36 %                      | –       | –               |
| Forschungsgruppe Wahlen | 23.05.2019 | 43 %                  | 31 %                      | 10 %    | 16 %            |
| Forschungsgruppe Wahlen | 16.05.2019 | 42 %                  | 29 %                      | 10 %    | 19 %            |
| Infratest dimap         | 16.05.2019 | 42 %                  | 28 %                      | 16 %    | 1 %             |
| Infratest dimap         | 07.05.2019 | 39 %                  | 31 %                      | 15 %    | 3 %             |

## Resultados
| Partido       | Partido                                   | Votos         | Votos         | Votos | Escaños | Escaños     | Escaños | Escaños |
| Partido       | Partido                                   | Número        | %             | +/−   | Bremen  | Bremerhaven | Total   | +/−     |
| ------------- | ----------------------------------------- | ------------- | ------------- | ----- | ------- | ----------- | ------- | ------- |
|               | Unión Demócrata Cristiana (CDU)           | 391.709       | 26.7          | +4,2  | 20      | 4           | 24      | +4      |
|               | Partido Socialdemócrata de Alemania (SPD) | 366.375       | 24,9          | −7,9  | 19      | 4           | 23      | −7      |
|               | Alianza 90/Los Verdes (Grüne)             | 256.181       | 17,4          | +2.3  | 13      | 3           | 16      | +2      |
|               | La Izquierda (Linke)                      | 166.378       | 11,3          | +1,8  | 9       | 1           | 10      | +2      |
|               | Alternativa para Alemania (AfD)           | 89.939        | 6,1           | +0,6  | 4       | 1           | 5       | +1      |
|               | Partido Democrático Libre (FDP)           | 87.420        | 6,0           | −0,6  | 4       | 1           | 5       | −1      |
|               | Ciudadanos en Ira (BiW)                   | 35.808        | 2,4           | −0,8  | 0       | 1           | 1       | 0       |
|               | El Partido (PARTEI)                       | 24.433        | 1,7           | −0,2  | 0       | —           | 0       | 0       |
|               | Votantes Libres (FW)                      | 14.205        | 1,0           | nuevo | 0       | 0           | 0       | nuevo   |
|               | Partido Pirata de Alemania (Piraten)      | 14.143        | 1,0           | −0,5  | 0       | 0           | 0       | 0       |
|               | Partido de los Humanistas (Humanisten)    | 6.655         | 0,5           | nuevo | 0       | —           | 0       | nuevo   |
|               | Alianza Renta Básica (BGE)                | 5.970         | 0,4           | nuevo | 0       | —           | 0       | nuevo   |
|               | V-Partei³ (V³)                            | 4.277         | 0,3           | nuevo | 0       | —           | 0       | nuevo   |
|               | Bienvenidos a la Realidad (WIR)           | 2.821         | 0,2           | nuevo | —       | 0           | 0       | nuevo   |
|               | Mundo Humano (MW)                         | 2.565         | 0,2           | nuevo | 0       | —           | 0       | nuevo   |
|               | La Derecha (Rechte)                       | 627           | 0,0           | nuevo | —       | 0           | 0       | nuevo   |
| Total         | Total                                     | Total         | Total         |       | 69      | 15          | 84      | +1      |
| Votos válidos | Votos válidos                             | Votos válidos | Votos válidos |       | 297.553 | 97,7 %      |         |         |
| Votos nulos   | Votos nulos                               | Votos nulos   | Votos nulos   |       | 7.073   | 2,3 %       |         |         |
| Participación | Participación                             | Participación | Participación |       | 304.626 | 64,1 %      |         |         |
| Abstención    | Abstención                                | Abstención    | Abstención    |       | 170.856 | 36,0 %      |         |         |
| Inscritos     | Inscritos                                 | Inscritos     | Inscritos     |       | 475.482 | 100%        |         |         |

## Formación de gobierno
Tras el decepcionante resultado electoral del SPD, el alcalde Carsten Sieling optó por presentar su dimisión. Andreas Bovenschulte fue escogido como su sucesor y asumió el cargo el 15 de agosto de 2019, en coalición con Alianza 90/Los Verdes y Die Linke.